# Мігель Лільйо
Міге́ль Лі́льйо (ісп. Miguel Ignacio Lillo, 26 липня 1862, Сан-Мігель-де-Тукуман – 4 травня 1931, там само) — аргентинський натураліст і професор.

## Біографія
Лільйо народився в місті Сан-Мігель-де-Тукуман 26 липня 1862 року і був родичем Ластенії Бланко та журналіста Еміліо Х. Шлеха. Мігель Лільйо навчався в Національному коледжі Тукумана, яку закінчив 1881 року, але не міг дозволити собі продовжувати формальне навчання в університеті.
Лільйо був пристрасно відданий різним науковим дослідженням, особливо тим, що стосувалися природи. Після отримання формальної освіти він продовжував працювати помічником фармацевта у фізичній та хімічній лабораторіях Національного коледжу. До 1883 року він зібрав колекцію рослин зі своєї місцевості, що налічувала 700 зразків. Він звернувся до Національного університету Кордови за керівництвом до Федеріко Курца та братів Оскара та Адольфо Дерінгів, у яких він здобув розуміння класифікації.
У 1888 році він опублікував цікаве есе про рослини Тукумана. Невдовзі після цього його призначили асистентом і учнем Фрідріха Шикенданца, хіміка та директора Муніципального хімічного управління Тукумана; посаду, яку Лільйо обійняв у 1892 році. У 1905 році він опублікував працю «Фауна Тукумана, Птахи» (ісп. Fauna Tucumana, Aves), що містила їхні відкриття нових видів; на той час він уже мав найбільшу колекцію птахів своєї провінції. У 1914 році Національний університет Ла-Плати присвоїв Лільйо звання почесного доктора. Після викладання хімії та фізики в Національній школі та Нормальній школі, з 1914 року він читав лекції в Національному університеті Тукумана.
Його було призначено директором Музею природної історії в Університеті Тукумана та членом Національної комісії флори Аргентини. У 1918 році він залишив викладацьку діяльність, але зберіг почесну посаду директора Музею природної історії в Університеті Тукумана.
У грудні 1930 року, незадовго до своєї смерті, він передав усе своє майно Національному університету Тукумана. Це включало велику територію, значну суму грошей, велику бібліотеку та його зоологічні та гербарні колекції, що складалися з понад 20 000 зразків 6000 різних видів. Завдяки цьому пожертвуванню Національний університет Тукумана заснував Фонд Мігеля Лільйо в 1933 році.
Мігель Лільйо помер у місті Сан-Мігель-де-Тукуман 4 травня 1931 року.

## Вибрані публікації
- Notas ornitológicas

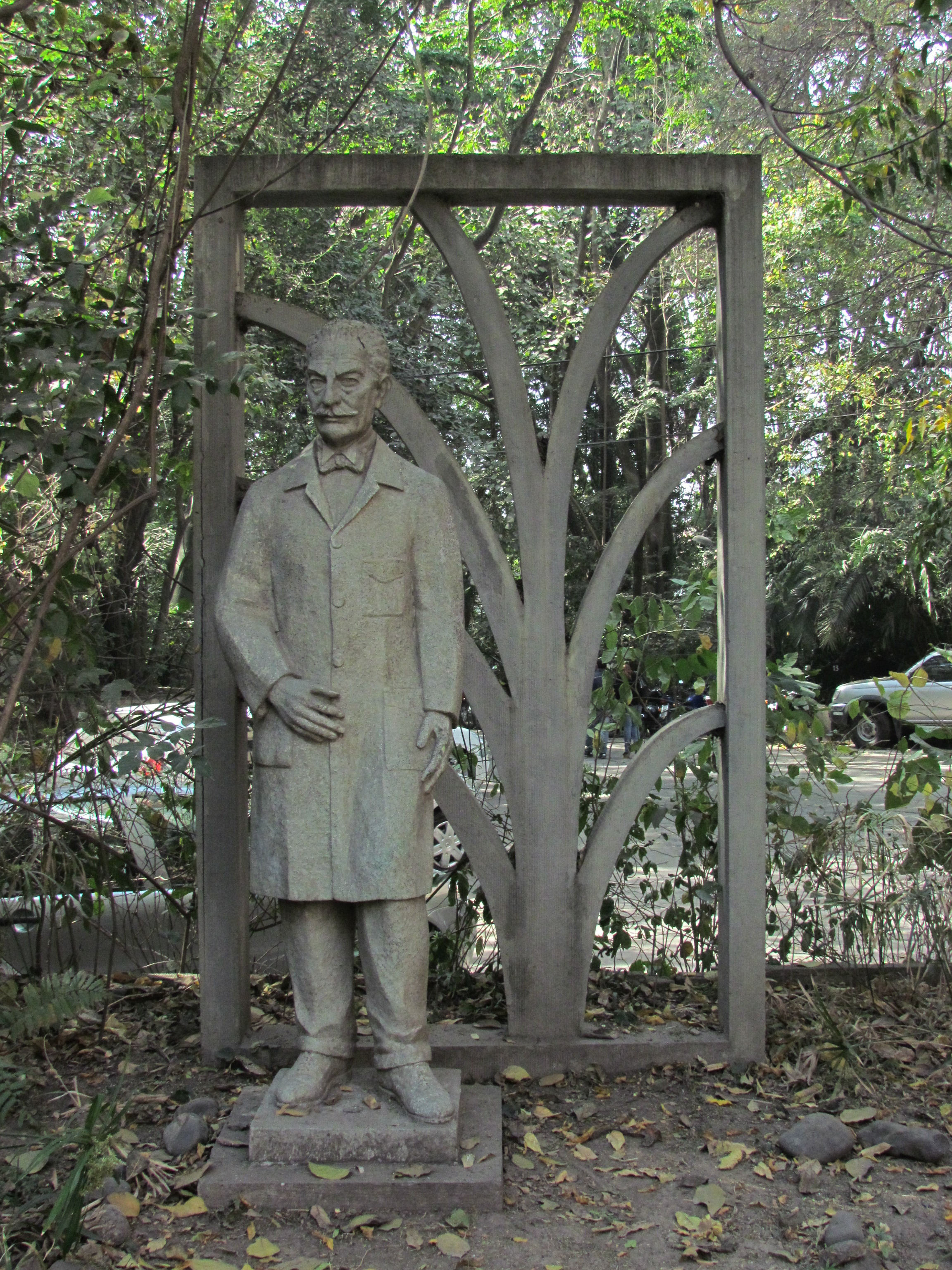
Пам'ятник Мігелю Лільйо у ботанічному саду Тукумана

- Flora de la provincia de Tucumán (1888)
- Sobre la existencia de una especie de heliocarpo en la Argentina (1888)
- Flores de Tucumán, herbario de M.Lillo (1889)
- Enumeración y descripción de las especies de animales indígenas con sus costumbres, daños y beneficios que ocasionan, más sus características (1889)
- El cultivo del ramio en Tucumán
- Fauna Tucumana. Aves (1905)
- Contribución al conocimiento de los árboles de la República Argentina (1910)
- Description de deux nouvelles espèces d'oiseaux de la République Argentina (1913)
- Las Asclepidáceas de la República Argentina (1924)
- Un cambio curioso de sexualidad (1924)

## Вшанування пам'яті
На честь Мігеля Лільйо названий Факультет природничих наук та Інститут в Національному університеті Тукумана. Також його ім'я носить парк у місті Некочеа (провінція Буенос-Айрес).
Іменем Льльйо названий рід Lilloa та 113 видів рослин і тварин.